# Chibi Maruko-Chan: Waku Waku Shopping
Chibi Maruko-Chan: Waku Waku Shopping (ちびまる子ちゃん わくわくショッピング, en japonais) est un jeu vidéo sorti en 1992 sur Mega Drive. Le jeu a été édité par Namco.
Le jeu est basé sur le manga Chibi Maruko-chan de Momoko Sakura.